# Pilea pandurata
Pilea pandurata är en nässelväxtart som beskrevs av P. van Royen. Pilea pandurata ingår i släktet pileor, och familjen nässelväxter. Inga underarter finns listade i Catalogue of Life.